# Église Sainte-Croix de Vira
Pour les articles homonymes, voir église Sainte-Croix.
L'église Sainte-Croix est une église romane située à Vira, dans le département français des Pyrénées-Orientales.

## Situation
L'église Sainte-Croix est située sur le côté oriental de l'ancien village de Vira, en surplomb de la Rue du Vieux lavoir.

## Architecture

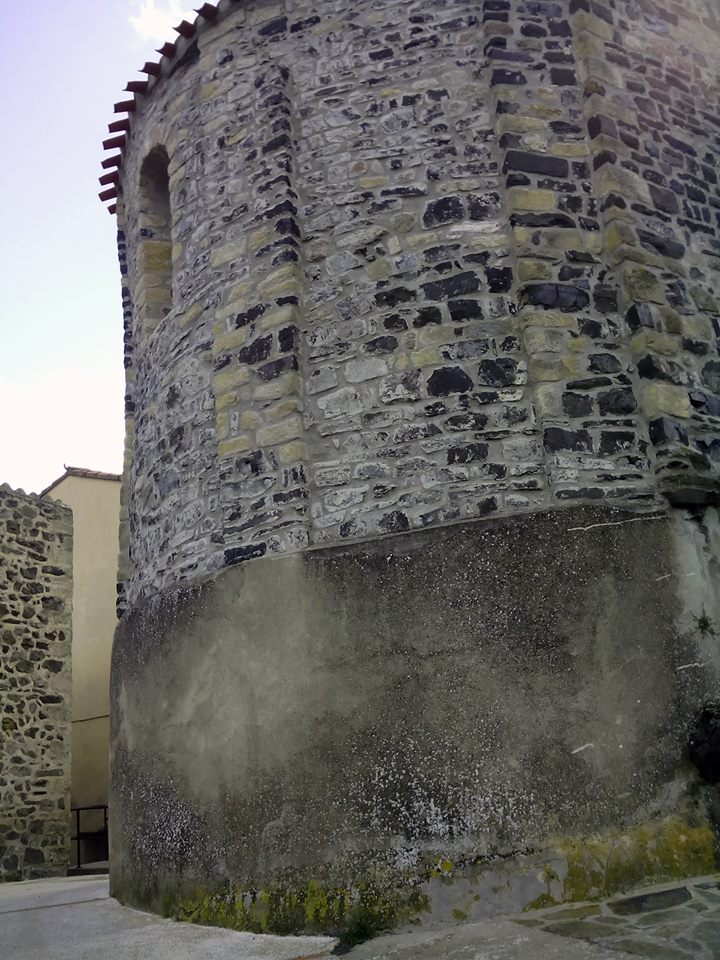
L'abside